# 戴維斯島 (帕默群島)

64°6′S 62°4′W / 64.100°S 62.067°W
戴維斯島（英語：Davis Island）是南極洲的島嶼，位於帕默群島，長3公里，處於布拉班特島和列日島之間，由比利時探險隊拍攝照片和繪入地圖，現時由南極條約體系管理。